# Colin Long
Colin Long (Melbourne, 23 marzo 1918 – Melbourne, 8 novembre 2009) è stato un tennista e telecronista sportivo australiano.

## Carriera
Giocatore specializzato nel doppio aveva nello Smash il suo colpo migliore.
Ha ottenuto i risultati migliori nello Slam di casa, riesce infatti a vincere quattro titoli nel doppio misto in coppia con Nancye Wynne Bolton, raggiunge due finali nel doppio maschile e quattro volte consecutive i quarti di finale nel singolare, sconfitto due volte a testa da John Bromwich e Bill Sidwell.
A Wimbledon 1947 raggiunge la finale del doppio misto con Nancye Winne ma viene sconfitto ed arriva al quarto turno nel singolare.
In Coppa Davis fa il suo esordio con la squadra australiana nel 1947 arrivando fino alla finale dove, insieme a Bromwich, vince l'unico punto nella sconfitta contro gli Stati Uniti. Ripete il risultato l'anno successivo perdendo nuovamente la finale contro gli Stati Uniti chiudendo l'esperienza in nazionale con cinque vittorie e due sconfitte.
Dopo aver concluso la sua carriera da giocatore ha commentato per oltre venticinque anni gli eventi sportivi su Channel Seven's, in particolare per il tennis ed il golf.

## Statistiche

### Singolare

#### Vittorie (7)
| Numero | Anno | Torneo                                  | Avversario in finale | Punteggio               |
| 1.     | 1946 | NSW Hardcourts, Dubbo                   | Don Rocavert         | 6-4, 5-7, 6-4           |
| 2.     | 1948 | MCC Tournament Albert Park, Melbourne   | George Worthington   | 6-1, 6-3, 6-4           |
| 3.     | 1949 | Tasmanian Open, Launceston              | Adrian Quist         | 6–3, 7-5, 4-6, 3-6, 6-3 |
| 4.     | 1949 | Royal South Yarra Tournament, Melbourne | Lionel Brodie        | 6-3, 6-1                |
| 5.     | 1950 | Victorian Hard Court, Melbourne         | Don Candy            |                         |
| 6.     | 1951 | Victorian Hard Court, Melbourne (2)     | Rex Hartwig          | 13-11, 1-6, 6-2         |
| 7.     | 1952 | Victorian Hard Court, Melbourne (3)     | Rex Hartwig          | 6-3, 2-6, 6-4           |

#### Finali perse (8)
| Numero | Anno | Torneo                                  | Avversario in finale | Punteggio          |
| 1.     | 1946 | Queen's Club Championships, Londra      | Pancho Segura        | 6-4, 7-5           |
| 2.     | 1947 | Queen's Club Championships, Londra      | Robert Falkenburg    | 6-4, 7-5           |
| 3.     | 1947 | MCC Tournament Albert Park, Melbourne   | Dinny Pails          | 7-5, 7-5, 8-6      |
| 4.     | 1948 | Western Australian Championships, Perth | Frank Sedgman        | 6-4, 6-2, 6-4      |
| 5.     | 1949 | South Australian Open, Adelaide         | Geoff Brown          | 5-7, 6-4, 6-0, 6-4 |
| 6.     | 1949 | Victorian Hard Court, Melbourne         | Don Candy            | 3-6, 6-0, 6-4      |
| 7.     | 1950 | Royal South Yarra Tournament, Melbourne | John Bromwich        | 7-5, 6-1           |
| 8.     | 1953 | Victorian Hard Court, Melbourne         | Don Candy            | 6-1, 1-6, 6-3      |

### Doppio

#### Vittorie (1)
| Numero | Anno | Torneo                       | Compagno     | Avversari in finale        | Punteggio          |
| 1.     | 1948 | Sydney International, Sydney | Bill Sidwell | Adrian Quist John Bromwich | 2-6, 6-4, 6-2, 6-4 |

#### Finali perse (3)
| Numero | Anno | Torneo                       | Compagno      | Avversari in finale        | Punteggio               |
| 1.     | 1939 | Australian Open, Melbourne   | Don Turnbull  | John Bromwich Adrian Quist | 6-4, 7-5, 6-2           |
| 2.     | 1946 | Sydney International, Sydney | Lionel Brodie | Dinny Pails Geoff Brown    | 4-6, 5-7, 6-3, 6-2, 6-4 |
| 3.     | 1948 | Australian Open, Melbourne   | Frank Sedgman | John Bromwich Adrian Quist | 1-6, 6-8, 9-7, 6-3, 8-6 |

### Doppio misto

#### Vittorie (4)
| Numero | Anno | Torneo                     | Compagna            | Avversari in finale            | Punteggio     |
| 1.     | 1940 | Australian Open, Sydney    | Nancye Wynne Bolton | Nell Hall Hopman Harry Hopman  | 7-5, 2-6, 6-4 |
| 2.     | 1946 | Australian Open, Adelaide  | Nancye Wynne Bolton | Joyce Fitch John Bromwich      | 6-0, 6-4      |
| 3.     | 1947 | Australian Open, Sydney    | Nancye Wynne Bolton | Joyce Fitch John Bromwich      | 6-3, 6-3      |
| 4.     | 1948 | Australian Open, Melbourne | Nancye Wynne Bolton | Thelma Coyne Long Bill Sidwell | 7-5, 4-6, 8-6 |

#### Finali perse (2)
| Numero | Anno | Torneo                      | Compagna            | Avversari in finale           | Punteggio     |
| 1.     | 1938 | Australian Open, Adelaide   | Nancye Wynne Bolton | Margaret Wilson John Bromwich | 6-3, 6-2      |
| 2.     | 1947 | Torneo di Wimbledon, Londra | Nancye Wynne Bolton | Louise Brough John Bromwich   | 1-6, 6-4, 6-2 |